# Anne-Marie Johnson
Anne-Marie Johnson (Los Angeles, 18 juli 1960) is een Amerikaanse actrice.

## Biografie
Johnson werd geboren in Los Angeles, zij haalde haar diploma in acteren en theaterwetenschap aan de universiteit van Californië in Los Angeles. 
Johnson is in 1996 getrouwd.

## Filmografie

### Films
- 2019 Dear Santa, I Need a Date - als mrs. Vaughn
- 2019 Adopt a Highway - als Tracy Westmore
- 2018 I Was a Teenage Pillow Queen - als Suzanne
- 2015 Sister Code - als Mama Layne
- 2015 Double Daddy - als ms. Wolk
- 2014 Knock 'em Dead – als Alex Hart
- 2012 Freeloaders – als Lydia
- 2011 About Fifty – als Erin
- 2010 Suicide Dolls – als Maria
- 2009 Uncorked – als Debra Miller
- 2002 Through the Fire – als Anne-Marie
- 2001 Life/Drawing – als Yvette
- 2001 Pursuit of Happiness – als Devin Quinn
- 1998 Down in the Delta – als Monica
- 1997 Asteroid – als Karen Dodd
- 1991 Strictly Business – als Diedre
- 1991 True Identity – als Kristi
- 1991 The Five Heartbeats – als Sydney Todd
- 1989 Dream Date – als Donna
- 1989 Robot Jox – als Athena
- 1988 I'm Gonna Git You Sucka – als Cherry
- 1987 Hollywood Shuffle – als Lydia / Willie Mae \ hoer
- 1984 His Mistress – als ??
- 1984 High School U.S.A. – als Beth Franklin

### Televisieseries
Uitgezonderd eenmalige gastrollen.
- 2020 How to Get Away with Murder - als Kendra Strauss - 2 afl.
- 2020 Cherish the Day - als Dana - 3 afl.
- 2019 The InBetween - als Swanstrom - 10 afl.
- 2018 For the People - als senator Knox - 3 afl.
- 2018 Imposters - als Gail - 3 afl.
- 2017 Wet Hot American Summer: Ten Years Later - als Burkhart - 3 afl.
- 2016 NCIS: Los Angeles - als dr. Adams - 2 afl.
- 2012 Days of our Lives – als Dr. Patel – 2 afl.
- 2007-2009 House of Payne – als Liz Shelton – 3 afl.
- 2006 That's So Raven – als Donna Cabonna – 7 afl.
- 2003-2004 Girlfriends – als Sharon Upton Farley – 6 afl.
- 2003 The System – als Kimberly Trotter – 9 afl.
- 1997-2002 JAG – als Bobbi Latham – 18 afl.
- 1995-1996 Melrose Place – als Alycia Barnett – 14 afl.
- 1993-1994 In Living Color – als diverse karakters – 23 afl.
- 1988-1993 In the Heat of the Night – als Althea Tibbs – 118 afl.
- 1985-1988 What's Happening Now! – als Nadine Hudson Thomas – 66 afl.
- 1984-1985 Hill Street Blues – als Lynn Williams – 4 afl.
- 1984-1985 Double Trouble – als Aileen Lewis – 3 afl.

- Bibliothèque nationale de France: cb14190779z (data)
- International Standard Name Identifier: 0000 0001 1467 6835
- Library of Congress Control Number: no2001013162
- Virtual International Authority File: 10059144
- WorldCat: E39PBJmtB8kmv6GvmFDgbtWv73